# Partido Neo-Comunista da União Soviética
O Partido Neo-Comunista da União Soviética (PNCUS, em russo:  Неокоммунистическая партия Советского Союза, НКПСС) foi uma organização clandestina de esquerda radical, que existiu na União Soviética entre setembro de 1974 e janeiro de 1985. O PNCUS é considerado pelos historiadores como uma das primeiras organizações da Nova Esquerda na União Soviética.No entanto o investigador austríaco Hans Asenbaum, que estudou a ideologoa do PNCUS, tende a ver o partido como defendendo uma "terceira via", isto é, nem capitalismo nem o "socialismo real".